# شعوب الدبا (العدين)

تعديل مصدري - تعديل

شعوب الدبا محلة تابعة لقرية وادي اللاهل، التابعة لعزلة الغضيبة بمديرية العدين إحدى مديريات محافظة إب في الجمهورية اليمنية.، بلغ تعداد سكانها 89 حسب تعداد اليمن لعام 2004.